# Магазин «На скорую руку»

Фасад типичного магазина вымышленной сети «Kwik-E-Mart».

«На скорую руку» (англ. Kwik-E-Mart) — вымышленная сеть небольших магазинов из мультсериала «Симпсоны», являющаяся пародией на сеть реально существующих магазинов «7-Eleven» и «Circle K». Управляющий спрингфилдского филиала — американец индийского происхождения Апу Нахасапимапетилон. В нём продаются обычные продукты, но по завышенным ценам.
Как пример ценовой политики можно привести следующий диалог: во время ограбления Апу шепчет Гомеру: 

— Позвони 911.

— У меня нет мелочи, только 5 долларов, — отвечает Гомер.

— Без покупки деньги не размениваю.

— А что у тебя есть самое дешёвое?

— Пакетик чипсов, $5.99

— $5.99?! Да тебя пристрелить мало!

Сам Апу соглашается с тем, что его цены слишком высоки, например, в серии «Treehouse of Horror XVI», когда ведьма выигрывает купон на 25 долларов в его магазине, он говорит, что на эту сумму у него даже хлеб нельзя купить.
Впервые магазин сети «На скорую руку» появился где-то в Гималаях, где он до сих пор стоит на горном пике (хотя это, конечно, и не самое удобное место). Посещающим его паломникам дозволяется задать три вопроса Великому Магазинному Гуру. Визит Апу был безнадежно испорчен Гомером, успевшим задать три вопроса: «Вы и правда основатель сети „На скорую руку“?», «Честно?» и «Вы?!».
Апу был уволен со своей работы после того, как Гомер отравился купленным в магазине просроченным мясом. Его заменили Джеймсом Вудсом, обучавшимся профессии продавца для роли в новом фильме. В этом же эпизоде Апу сообщает, что «На скорую руку» известен как «На долгую руку» («Stop-O-Mart») в штате Огайо. Его нанимают обратно на работу, после того, как он ценой собственного ранения пресекает попытку ограбления магазина и спасает жизнь Джеймса Вудса. В более поздних сериях сообщается, что Апу сам является владельцем магазина. Помимо этого, Апу утверждает, что родительская корпорация его магазина — «Nordine Defence Dynamics», когда он комментирует уголовное преследование Мардж за мелкое воровство, которая она совершила случайно, будучи усталой. Эйб попросил её купить бурбон, и она рассеянно положила бурбон в карман пальто, и на выходе из магазина сработала сигнализация. В результате Мардж попала на 30 дней в женскую тюрьму.
Апу является легендой в среде персонала сети «На скорую руку» за то, что однажды проработал 96 часов подряд. В течение смены у него случается галлюцинация, в которой ему кажется, что он колибри, и он пытается попить нектар из головы своего брата Санджея. Обычно Апу работает в магазине по 18 часов в сутки, что очень раздражает его жену Манджулу. Когда его нет на месте, его подменяет Санджей, а однажды вместо него в магазине остался его племянник Джамшед. Когда Апу отсутствует или следит невнимательно, за дело берутся воришки — Нельсон Манц, Джимбо Джонс, Дольф Старбим и Керни Зизвич.
Однажды Апу установил 16 бензоколонок на парковке при магазине, чтобы посоперничать с конкурирующим магазином «Gas’N’Gulp». Однако случайный минометный залп из Форта Спрингфилд быстро разрушил его труды. Сам магазин тоже чуть было не оказался разрушен: буква «К» из магазинной вывески приземлилась на территории форта несколько мгновений спустя. Тем не менее, в более поздних эпизодах рядом с магазином видны несколько бензоколонок.
В магазине продаются различные продукты, большинство из которых безнадежно просрочены, однако Апу это совсем не смущает. Из напитков можно купить лишь газировку «Базз Кола» (её производит клоун Красти) и «Сквиши» — сладкий сахарный сироп (пародируется «Слурпи», продающийся в «7-eleven»). Без сиропа этот напиток обладает галлюциногенными свойствами и может сильно навредить (например, проснувшись, вы обнаруживаете у себя на затылке выстриженное неприличное слово или оказываетесь в отряде скаутов, либо, что ещё хуже, находите себя на барже далеко-далеко от своего дома).
Апу не чурается менять название магазина и его маркетинговую политику, исходя из текущей ситуации. Когда пенсионер Джаспер Бердли решает заморозить себя в магазинном холодильнике (дешевый вариант криоконсервации), пока не настанет будущее, магазин переименовывается в «Freak-E-Mart» («Магазин Чудака»), где Джаспер, нареченный Морозиликусом, становится главным аттракционом для привлечения покупателей. Когда Джаспер оттаивает, это естественным образом закрывает проект, и Апу решает привлечь новых покупателей особым дресс-кодом обслуживающего персонала, нанимая обнажённых красоток и переименовывая магазин в «Nude-E-Mart» («На голую руку»).
В «Kwik-E-Mart» также имеется утопический сад на крыше. Пол и Линда Маккартни тусовались там, когда оказались в Спрингфилде. Вход в сад замаскирован под дверь холодильника с безалкогольным пивом. Когда Лиза спрашивает Апу, что будет, если кто-нибудь захочет купить такого пива, он отвечает: «ты же знаешь, что этого никогда не случится». В соответствии с вегетарианской философией Апу, хот-доги в магазине делаются из сои, и никто ещё ни разу не заметил разницы.
Несмотря на свою дружелюбность, Апу частенько демонстрирует безжалостный оскал капитализма. Он благодарит и всячески заботится о своем автомате по продаже сигарет, в благодарность за то, что аппарат случайно не выдал товар после получения денег.
После того как город получил 3 миллиона долларов от Мистера Бёрнса в качестве компенсации за вредные выбросы, горожане собираются, чтобы обсудить, что делать с деньгами. Апу предлагает потратить их на то, чтобы нанять больше полицейских, так как в него уже стреляли 8 раз в прошлом году, и он почти потерял работу, за что Шеф Виггам называет его «плаксой».
В Шелбивилле есть магазин «Speed-E-Mart» («На быструю руку») — антитеза Спрингфилдскому «Kwik-E-Mart».
Несколько названий из реальной жизни объединилось в названии «Kwik-E-Mart». К примеру, в Миннесоте есть сеть магазинов «Kwik-E-Mart», другой «Kwik-E-Mart» есть в Питсбурге.